# Preparación de bordes
La preparación de bordes es un proceso de conformado sin separación de material, aplicados en chapa en la cual los bordes se tratan mecánicamente tras haber sido sometido a otros procesos, generalmente estampado de metales o embutición. Con este proceso de conformado de la chapa, se consigue unir piezas, aumentar rigidez, estética y seguridad. Estos bordes pueden ser planos, abiertos, en forma de lágrima.

## Materiales en los que se aplica
Aunque también se utilicen materiales como el Aluminio, Cobre o el Latón, el más trabajado es el acero , con laminación en frío o caliente y decapada en la chapa, acero galvanizado y electrocincados, todos proporcionados en flejes.
Las denominaciones con las que se conocen estos materiales son:
- Chapa laminada en caliente y decapada: DDXX
- Chapa laminada en frío: DCXX
- Aceros electrocincados: DCXX+ZE/ZN
- Aceros galvanizados: DXXXD+Z/ZF

## Principales aplicaciones
Los principales objetivos de la utilización de la preparación de bordes en chapa son los siguientes:

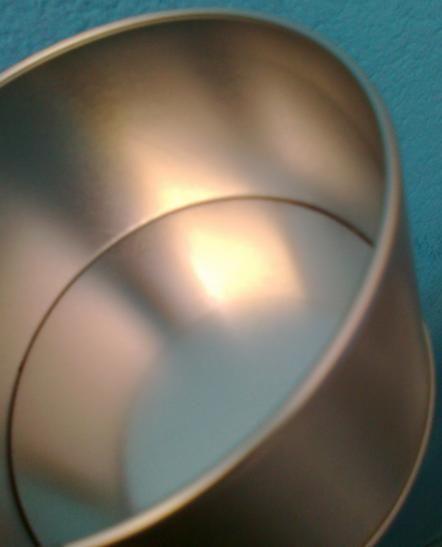
Ejemplo de aplicación de preparación de bordes por estética

- Seguridad:Ejemplo de aplicación de preparación de bordes por estética Se realiza sobre todo para eliminar aquellos bordes cortantes, bien porque la operación anterior no ha extraído del todo la viruta, dejando residuos de metal o bien porque la zona mecanizada queda afilada.

- Estética: Se refiere al objetivo visual que tiene este proceso, es decir, se pretende eliminar el mal acabado superficial y las imperfecciones del borde después de los anteriores procesos de conformado dotando la pieza final de una estética más agradable para el consumidor y por lo tanto un producto más competitivo en el mercado, como podemos observar en la Figura 1.

- Unión: Suele ser utilizada cuando la unión entre ellas no debe soportar grandes esfuerzos de manera que compensa realizar la unión mediante una preparación de bordes y no una soldadura u otro proceso similar de unión, un ejemplo es la Figura 2.

- Aumentar la rigidez:Si en una misma zona al doblarla hacemos que en lugar de una vez el espesor, este dos veces o tres el espesor de la chapa, la presión sobre esa zona será inferior por lo que la rigidez de la chapa será mucho mayor, dado que la rigidez es función de la tensión, y por lo tanto cuanto menos sea la tensión para un mismo material, menor será la deformación sobre él. La presión es función de: σ=F/A (Figura 4).

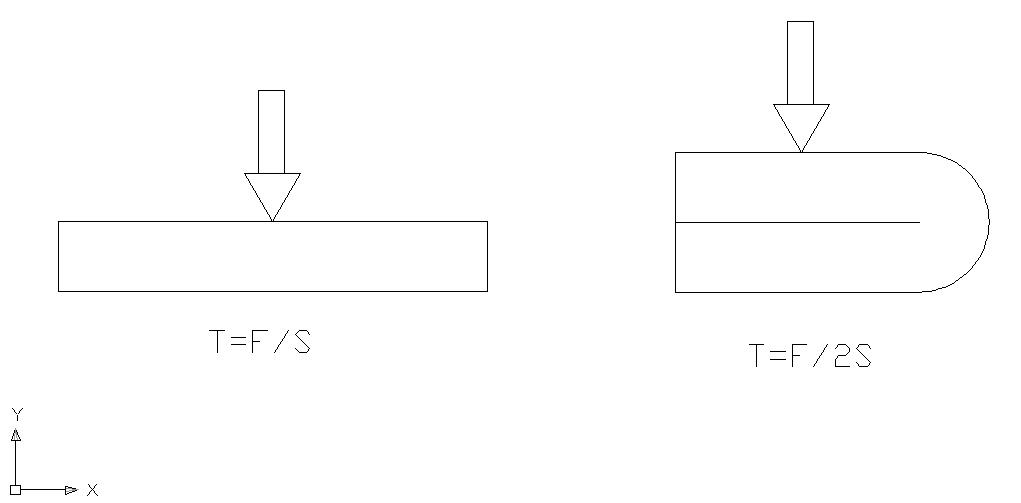
Aumento de espesor

## Tipos de operaciones
Para la preparación de bordes se realizan fundamentalmente cuatro procesos:

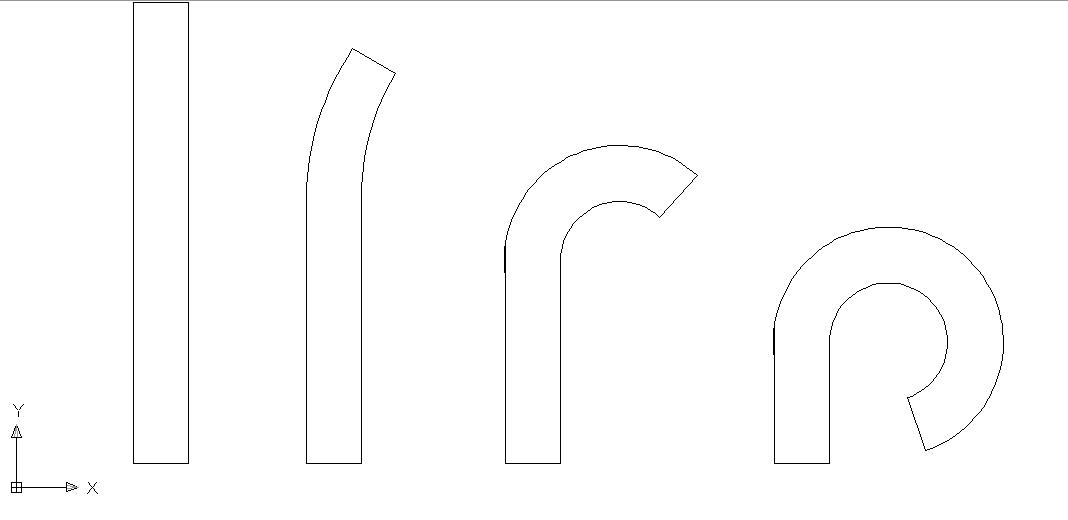
Proceso de bordonado

- Bordonado:Proceso de bordonado Consiste en el arrollamiento de un borde circular de un recipiente. Aunque bordonado también se le denomina al proceso realizado en el conformado de tubos por el cual se realiza un nervio en el tubo para dotarlo de mayor resistencia a la deformación. Además, debemos tener en cuenta el espesor de la chapa, según la siguiente expresión: Di=1.5*s, siendo Di el diámetro del arrollamiento y s el espesor de la chapa.

- Cercado: Es un proceso similar al anterior pero dejando en el interior del arrollamiento un alma llena.Ejemplo de cercado

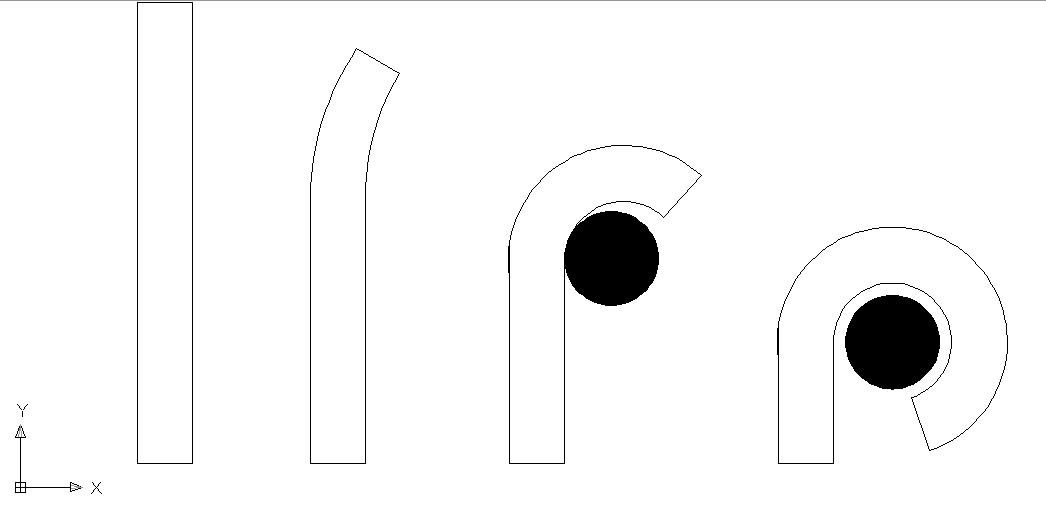
Ejemplo de cercado

- Perfilado: Consiste en un doblado continuo a lo largo de un determinado contorno o perfil, haciendo pasar la chapa a través de una serie de rodillos, que con su movimiento consigue doblar la chapa.

- Grapeado: Es un proceso similar al anterior pero en este caso se consigue la unión de dos piezas entre sí o la unión de una sola pieza del principio con el final de la misma, como vemos en la Figura 6. Este proceso se puede realizar mediante una matriz o máquinas especiales de grapear, en caso de tener que unir piezas de mucha longitud se usan trenes de perfilado.

1. Grapeado para tubos con costura exterior.
2. Grapeado para tubos con costura interior.
3. Grapeado plano.
4. Grapeado circular para el cierre de recipientes.

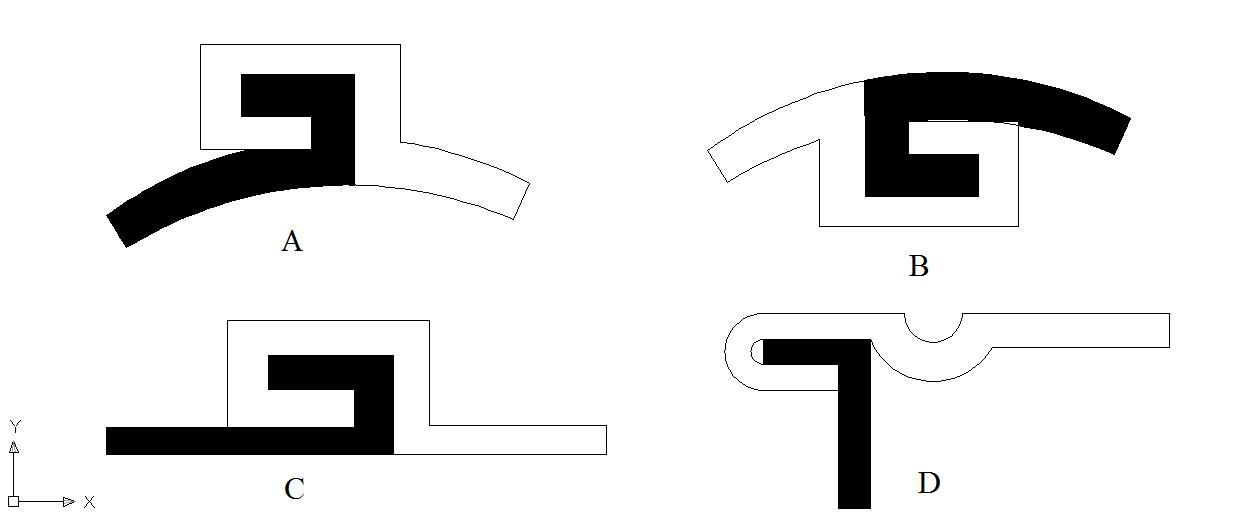
Proceso de grapeado